# Balduino III de Jerusalén
Balduino III (1130-10 de febrero de 1162) fue rey de Jerusalén de 1143 a 1162. Era el hijo mayor de Melisenda y Fulco de Jerusalén, y nieto de Balduino II de Jerusalén. 

## Sucesión

Asia menor y los reinos cruzados hacia 1140.

Baudouin-Balduino tenía 13 años cuando murió su padre Fulco, y el reino pasó a su madre Melisenda, hija de Balduino II. Con una mujer y un niño en el trono de Jerusalén, la situación política no era fácil: los principados cruzados del norte tendían a marcar su independencia, y no había rey para dirigir el ejército. Zengi, en el norte de Siria amenazaba desde Mosul y Alepo, y buscaba añadir Damasco a sus territorios. En 1144, tomó Edesa, un shock que daría lugar a la convocatoria de la Segunda Cruzada.
Esta cruzada tardó en llegar a Jerusalén, y mientras tanto, Zengi fue asesinado (1146) y sucedido por su hijo Nur al-Din, que tenía las mismas intenciones sobre Damasco. Jerusalén se alió con Damasco para su mutua protección, aunque luego los damascenos se aliaron en contra de Jerusalén.

## Segunda Cruzada
En 1148 llegó la cruzada, liderada por Luis VII de Francia, su mujer Leonor de Aquitania y Conrado III. La consiguiente reunión de cruzados decidió atacar Damasco, que fue un fracaso y la ciudad cayó en manos de Nur al-Din. En 1149 los cruzados volvieron a Europa, dejando un reino más debilitado, lo que aprovechó Nur al-Din para invadir el Principado de Antioquía. Balduino acudió en su ayuda para hacerse con la regencia del principado. También perdió el último resto del condado de Edesa a favor del emperador bizantino Manuel I Comneno en 1150.

## Guerra civil
En 1152 hacía siete años que Balduino había alcanzado la mayoría de edad, y pidió mayores poderes. Desde 1150 se había ido separando de su madre, y Balduino culpó a Manases de esto. En 1152 pidió al patriarca una segunda coronación en solitario, que le fue denegada. Acordó con su madre dirimir sus diferencias en la Haute Cour; la cual decidió dividir el reino en dos unidades administrativas: el norte (Galilea) con Acre y Tiro para Balduino, y el sur, más rico (Judea y Samaria) para Melisenda, con Nablus y la propia Jerusalén. La solución no gustó a ninguno de los dos, y a las pocas semanas Balduino invadió el sur. Melisenda con su hijo menor Amalarico y otros buscaron refugio en la torre de David. La mediación de la Iglesia entre madre e hijo supuso la concesión de la ciudad de Nablus y sus tierras a Melisenda de por vida, y el juramento solemne de Balduino de mantener la paz. Melisenda había "perdido" la guerra civil con su hijo, pero mantuvo gran influencia y evitó ser recluida en un convento de por vida.

## Recuperación
Durante la guerra civil, Nur al-Din consolidó su poder en Damasco. Con Siria unida bajo un solo poder, Jerusalén sólo podía mirar hacia el sur, hacia Egipto, si quería expandirse. Egipto también estaba debilitado por las guerras civiles. Hacia 1150 Balduino reforzó Gaza ante la presión egipcia desde Ascalón, y en 1153 logró tomar la propia Ascalón. Un año antes también había derrotado un intento de invasión de los ortóquidas.
En 1156 se vio obligado a firmar un tratado con Nur al-Din; pero en el invierno de 1157-1158, dirigió una expedición contra Siria, aunque tuvo que retirarse por una disputa interna de los cruzados. Aun así, pudo hacerse con Harim, un antiguo territorio de Antioquía, y en 1158 derrotó al propio Nur al-Din.

## Alianza bizantina
La modesta recuperación de Balduino le confirió prestigio suficiente para buscar esposa en el Imperio bizantino. En 1157 negoció con el emperador Manuel I y se decidió su matrimonio con Teodora Comnena, sobrina del emperador. La alianza era más favorable para Bizancio que para Jerusalén, pues Balduino tuvo que reconocer la soberanía bizantina sobre Antioquía. 
Las relaciones entre Jerusalén y Bizancio mejoraron y en 1159 Balduino conoció a Manuel en Antioquía. Se hicieron amigos y Manuel, adoptando las costumbres y ropajes occidentales participó en un torneo contra Balduino. A finales de ese año, Balduino pasó a ser regente de Antioquía de nuevo (pues Reinaldo de Châtillon había sido capturado en batalla), pero esto ofendió a Manuel, que consideraba Antioquía territorio imperial. El emperador reforzó sus lazos con el principado en 1160 al casarse con María de Antioquía, prima de Balduino.

## Muerte
La reina Melisenda murió en 1161 y Balduino en Beirut al año siguiente. Según ciertos rumores, había sido envenenado en Antioquía por su médico, un sirio ortodoxo. Teodora, la reina viuda sólo tenía 16 años y ningún hijo. A Balduino le sucedió su hermano Amalarico I.

## Carácter personal
Guillermo de Tiro, que le conoció personalmente, da la siguiente descripción del rey:

"…Era más alto que la media, pero sus extremidades estaban tan bien proporcionadas a su altura que en nada se salía de la armonía. Sus rasgos eran refinados, su piel florida, prueba de su fuerza innata... Sus ojos, de tamaño medio, era prominentes y tenían brillo. El pelo era liso y rubio, y tenía barba. Era amplio de cuerpo, aunque no se podía decir que estuviese entrado en carnes, como su hermano, o que fuese demasiado delgado, como su madre..."

Recibió una magnífica educación, hablaba bien y era muy inteligente. Dedicaba mucho tiempo a la lectura de obras de historia y tenía conocimientos del ius consuetudinarium del reino, que sería recopilado por juristas posteriores como Juan de Ibelín y Felipe de Novara en los "assizes de Jerusalén". Respetó la propiedad eclesiástica y no la cargó de impuestos. Fue popular y respetado por sus súbditos, y se ganó también el respeto de sus enemigos, como Nur al-Din, quien dijo a su muerte: "los francos han perdido un príncipe como no existe en el presente".